# Evelyn Verrasztó
Evelyn Verrasztó (* 17. Juli 1989 in Budapest) ist eine ungarische Freistil- und Lagenschwimmerin. Sie nahm an den vier Olympischen Spielen 2004 in Athen, 2008 in Peking, 2012 in London und 2016 in Rio de Janeiro teil und ist mehrmalige Europameisterin.
Ihre ersten größeren Erfolge konnte Verrasztó bei den Olympischen Jugendspielen 2004 in Athen sowie bei den Jugendeuropameisterschaften desselben Jahres in Lissabon und im Jahr darauf im heimischen Budapest verzeichnen.
Inzwischen ist sie vielfache Ungarische Meisterin und hält mehrere Landesrekorde.
Evelyn Verrasztó ist die Tochter von Zoltán und die Schwester des ein Jahr älteren Dávid Verrasztó.
2008 wurde sie von Staatspräsident László Sólyom mit dem Ungarischen Verdienstkreuz in Bronze ausgezeichnet.